# Иън Кършоу
Иън Кършоу (на английски: Ian Kershaw) е английски историк.

## Биография
Роден е на 29 април 1943 година в Олдъм в католическо семейство. През 1965 година завършва история в Ливърпулския университет, а през 1969 година защитава докторат в Оксфордския университет. Преподава история в Манчестърския (1968 – 1987), Нотингамския (1987 – 1989) и Шефилдския университет (от 1989). Първоначално работи в областта на медиевистиката, но от началото на 70-те години се ориентира към социалната история на Нацистка Германия, утвърждавайки се като един от водещите световни авторитети в тази област.